# Psilocybe laetissima
Psilocybe laetissima är en svampart som tillhör divisionen basidiesvampar, och som beskrevs av Anton Hausknecht och Rolf Singer. Psilocybe laetissima ingår i släktet slätskivlingar, och familjen Strophariaceae. Enligt den svenska rödlistan är arten otillräckligt studerad i Sverige. Arten förekommer i Gotland. Artens livsmiljö är jordbrukslandskap.